# Feracrinus aculeatus
Feracrinus aculeatus is een zeelelie uit de familie Hyocrinidae.
De wetenschappelijke naam van de soort werd in 1998 gepubliceerd door Alexander N. Mironov & O.A. Sorokina.